# Paul Halflants
Paul Halflants (Tienen, 20 december 1873 - Sint-Jans-Molenbeek, 8 mei 1945) was een Belgisch priester-leraar, schrijver en literatuurcriticus.

## Levensloop
Halflants was een zoon van politicus Louis Halflants. Hij werd priester-leraar en gaf les aan het Institut Sainte-Marie, een middelbare school in Schaarbeek. Daarna doceerde hij literatuur aan de faculteit Letteren en Wijsbegeerte van de Institut Saint-Louis in Brussel. Sinds 1919 was Halflants kanunnik van het kapittel van de Sint-Romboutskathedraal in Mechelen.
Hij was een van de sterkhouders van de Katholieke Actie. Hij was ook betrokken bij de Katholieke Missie van Russen in België.

## Halflants als literatuurcriticus
In 1894, op 21-jarige leeftijd was hij redactielid van het katholieke tijdschrift Durendal, waarin hij eigentijdse literaire werken besprak. Op het Katholiek Congres van Mechelen in 1910 was hij een van de eersten die het onderwijs in de middelbare scholen van de eigentijdse en de Belgische literatuur verdedigde. Hij schreef na het congres het werk: La littérature moderne dans l'enseignement moyen.
Als katholiek priester schrok Halflants er niet voor terug om vernietigende kritieken te schrijven over katholieke auteurs en om niet-katholieke of controversiële auteurs aan te prijzen. Zo verdedigde hij in 1906 Joris-Karl Huysmans in M. Karl Huysmans et les foules de Lourdes.
Van 1914 tot 1920 was Halflants voorzitter van de Fédération des Femmes Catholiques, een organisatie die tot doel had de werken van katholieke vrouwelijke auteurs te centraliseren en te coördineren onder het kerkelijk gezag. In 1927 vertegenwoordigde Halflants de Belgische literatuur op de Week van de katholieke schrijvers in Parijs.

## Werken
Zijn belangrijkste werk was La littérature française au XIXe siècle (drie delen, 1907-1914) waarin hij de Franse literatuur uit de 19de eeuw beschreef. Later verscheen ook het vervolg Auteurs français et belges au XIXe siècle (1921).
Halflants schreef literaire kritieken over onder andere Maurice Maeterlinck (1907), Louis Veuillot (1908), Emile Verhaeren (1914) en Camille Lemonnier (1914) en schreef talloze artikels in literaire tijdschriften.
Een selectie van andere werken:
- Etudes de critique littéraire (5 reeksen, 1924-1932)
- Religion et littérature. Les croyants - les incrédules (1911, derde editie in 1926)

Ook over de religie schreef Halflants een aantal werken:
- Culte et doctrine catholique (1918)
- Saint-Bernard de Clervaux. Un moine arbitre de l'Europe au XIIe siècle (1929)
- La doctrine de Saint-Bernard: le théologien, l'ascète, le mystique, le docteur de l'Église. (1932)